# Solidago pulchra
Solidago pulchra là một loài thực vật có hoa trong họ Cúc. Loài này được Small miêu tả khoa học đầu tiên năm 1933.